# Heteronychus infans
Heteronychus infans är en skalbaggsart som beskrevs av Hermann Julius Kolbe 1897. Heteronychus infans ingår i släktet Heteronychus och familjen Dynastidae. Inga underarter finns listade i Catalogue of Life.